# Moaning Lisa
«Moaning Lisa» (укр. Стогне Ліса) — шоста серія першого сезону мультсеріалу «Сімпсони», прем'єра якої відбулась 11 лютого 1990 року у США на телеканалі «FOX».

## Сюжет
Ліса прокидається вранці подавленою. У школі, на уроці музики, вона відмовляється грати американську патріотичну пісню, за що вчитель виганяє її з уроку. На фізкультурі Ліса відмовляється грати з усіма в командну гру. Директор Скіннер змушений написати листа батькам Ліси. Гомер і Мардж намагаються розвеселити Лісу, але вона не може відволіктися від сумних думок про всі біди на світі та власне майбутнє.
Тим часом Барт і Гомер грають в відеогру «Super Slugfest», що імітує справжній боксерський поєдинок. Гомер не може перемогти Барта і поволі скаженіє.
Раптом, вночі Ліса чує, як музика лине з її вікна. Вона йде за музикою через все місто і зустрічає саксофоніста Мерфі «Криваві Ясна», який грає блюз. Джазмен навчає Лісу виражати свої почуття через музику і запрошує до клубу «Джазова діра» (англ. «Jazz hole»).
Тим часом Гомеру сниться, що він — персонаж відеогри і б'ється з власним сином, а Мардж у страшному сні згадує про своє не зовсім щасливе дитинство. Мардж помічає зникнення Ліси і кидається на її пошуки. Знайшовши доньку на міському мості, вона відвозить її додому. 
Наступного дня Мардж відводить Лісу на репетицію і радить їй, спираючись на власне виховання, завжди посміхатись, як би вона себе не почувала. Однак, коли Мардж бачить, як нещиро виглядають емоції Ліси, вона радить дочці бути справжньою. Опісля цих слів Ліса перестає журитися.
Тим часом, щоб перемогти Барта у грі, Гомер знаходить місцевого майстра боксерських відеоігор та бере в нього кілька уроків, як безпереможно грати у бокс.
Вдома, Гомер майже перемагає Барта, але Мардж висмикує живлення телевізора з розетки. Пізніше, вся сім'я слухає музичний номер, написаний Лісою, у виконанні Мерфі «Криваві Ясна».

## Виробництво
«Moaning Lisa» — перша серія «Сімпсонів», повністю зосереджена на Лісі.
Автор ідеї, Джеймс Брукс, хотів зробити серію в якій Ліса з незрозумілих причин сумна. В той же час сценаристи відчували, що зробивши декілька гумористичних серій, хотіли зробити щось «миле й емоційне».
Образ містера Ларго (вчителя музики Ліси) частково списаний із вчителя музики Метта Ґрюйнінґа. Мерфі «Криваві Ясна» є відсиланням до відомого блюзмена Сліпого Лемона Джеферсона.
Також у цій серії вперше з'явилась Жаклін Був'є (в спогадах Мардж про дитинство).
Прем'єрний показ цієї серії у США подивилося 27,4 млн. глядачів. Серія отримала гарні відгуки від телекритиків.

## Цікаві факти і культурні відсилання
- Назва серії співзвучна з назвою відомої картини Леонардо да Вінчі «Мона Ліза».
- Зубна паста Ліси називається «Glum» (укр. «Пітьма»).
- Боксерська відеогра «Super Slugfest», в яку грають Гомер з Бартом, схожа на реальну гру «Mike Tyson’s Punch-Out!». Під час боїв грає мелодія з гри «Тетріс». Джойстики відеоприставки Барта, як у приставки Atari 2600, але графіка, як у новішої приставки.
- Суддя у відеогрі намальований Метом Ґрюйнінгом в стилі його коміксів «Life in Hell» (укр. «Життя в пеклі»).
- На уроці музики діти співають американську патріотичну пісню «America (My Country, 'Tis of Thee)», мелодія якої основана на гімні Великої Британії «Боже, бережи королеву».
- Пісня, яку виконує Ліса в епізоді з'явилася на збірнику саундтреків «The Simpsons Sing the Blues» (укр. «Сімпсони співають блюз»)[2].
- Ліса знаходить Мерфі «Криваві Ясна» на тому ж мосту, з якого хотів кинутись Гомер у серії «Homer’s Odyssey».
- Назва клубу «The Jazz Hole» укр. «Джазова діра» співзвучна з нецензурним виразом «asshole» укр. анус.
- Коли Мардж згадує своє дитинство, то можемо побачити її молоду матір з синім волоссям, а саму Мардж ще школяркою, хоча одяг і намисто у неї такі ж, як і в дорослої.